# Шайба (льодова арена)
Льодова Арена «Шайба» — хокейний стадіон у Олімпійському парку міста Сочі. Це другий за значимістю хокейний стадіон Олімпіади-2014 в Сочі. Місткість — 7000 місць. Поруч з ним розташовані Великий Льодовий палац «Большой» і тренувальний стадіон. Орієнтовна вартість будівництва льодової арени — $ 35.5 млн. Побудований в 2010–2013 роках.

## Змагання
- Чемпіонат світу з хокею із шайбою серед юніорських команд 2013 — 18-28 квітня 2013[2]
- Хокей на зимових Олімпійських іграх 2014 — 8-23 лютого 2014
- Следж-хокей на Паралімпійських зимових іграх 2014 — 7-16 березня 2014